# レオポルド・ディ・ボルボーネ＝ドゥエ・シチリエ
レオポルド・ベニアミーノ・ジュゼッペ・ディ・ボルボーネ＝ドゥエ・シチリエ（伊: Leopoldo Beniamino Giuseppe di Borbone-Due Sicilie, 1813年5月22日 - 1860年12月4日）は、両シチリア王国の王族。両シチリア王フランチェスコ1世とその2番目の妃でスペイン王カルロス4世の娘であるマリア・イサベルの間の息子の一人。シラクサ伯（Conte di Siracusa）の儀礼称号で呼ばれた。

## 生涯
レオポルドの長兄フェルディナンド2世は、レオポルドを従妹にあたるフランス王女マリー・ドルレアンと結婚させようとした。しかしこれはオルレアン家の富裕な財産に与ろうとして進められた縁談であり、1834年7月にフランスで小規模な反乱が起きると、フランス7月王政の継続に不安を抱いたナポリ宮廷は、マリー王女の相続財産を手早く確保しようとしてマリーの早急な輿入れを要求した。フランス王ルイ・フィリップはナポリ宮廷の露骨な態度に辟易し、娘とレオポルドの縁談を取りやめた。
結局、レオポルドは1837年6月16日、サヴォイア＝カリニャーノ家のヴィラフランカ伯ジュゼッペ・マリーア（Giuseppe Maria di Savoia-Villafranca）の娘で、サルデーニャ王カルロ・アルベルトの又従妹にあたるマリーア・ヴィットーリア（1814年 - 1874年）と結婚した。夫妻には結婚の翌年にイザベッラという娘が生まれたがその年のうちに亡くなり、それ以後子供には恵まれなかった。